# Henry King
Henry King (Christiansburg, 24 januari 1886 – Los Angeles, 29 juni 1982) was een Amerikaans filmregisseur.
Hij draaide meer dan 100 films, zeker de helft daarvan waren stomme films. In 1927 was hij een van de 36 stichters van de Academy of Motion Picture Arts and Sciences die ieder jaar de Oscars uitreikt.

## Leven en werk

### Afkomst en eerste stappen in de filmwereld
Henry King werd geboren in Virginia, in een gezin dat voeling had gehad voor de Geconfedereerde Staten van Amerika. Als zoon van een advocaat groeide hij op in een methodistenfamilie. Na zijn middelbare school besloot hij zijn studies stop te zetten. Hij vertrok op tournee met een rondtrekkend circus. Hij deed wat ervaring op in de toneelwereld. In 1912 maakte hij zijn filmdebuut als acteur bij de Lubin Film Company in de studio in Los Angeles, net zoals zijn tijd- en latere vakgenoot Frank Borzage. Daarna werd hij aangeworven door stomme filmpionier en -producent Thomas H. Ince.

### 1915-1929: filmregisseur van stomme films

#### Eerste bescheiden succes
Vanaf 1915 begon hij te filmen, hij debuteerde met Who Pays, een vervolgverhaal in 12 episodes. In 1916 regisseerde hij zichzelf nog in de hoofdrol in twee van zijn eerste films. Daarmee was zijn acteurscarrière zo goed als afgelopen.  In 1919 proefde hij als cineast een eerste keer van het succes dankzij de militaire komedie 23½ Hours' Leave.

#### Tweede succes
In 1921 behaalde hij een tweede succes, zowel bij de critici als bij het grote publiek, met het in zijn geboortestreek gesitueerd plattelandsdrama Tol'able David. Die film was het eerste wapenfeit van Inspiration Films, de productiemaatschappij die hij samen met onder anderen hoofdacteur Richard Barthelmess in het leven had geroepen.

#### Succesvol Hollywoodregisseur
Vanaf dan werd King geleidelijk een van de eerste belangrijke en commercieel succesvolle Hollywoodregisseurs. Voor zijn productiemaatschappij realiseerde hij ambitieuze dure films zoals de in Italië gesitueerde drama's The White Sister (1923) en Romola (1924), allebei met Lillian Gish en Ronald Colman in de hoofdrollen. Vermeldenswaardig waren ook nog het melodrama Stella Dallas (1925) en de western The Winning of Barbara Worth (1926) waarin niet alleen hoofdacteurs Ronald Colman-Vilma Banky uitgroeiden tot een van de meest romantische filmkoppels van de jaren twintig maar waarin ook Gary Cooper, na wat figuranten- en stuntwerk, zijn eerste rol van enige betekenis kreeg.

### Drukke jaren dertig: de geluidsfilm

#### Vroege jaren dertig: romantische films
Vanaf de opkomst van de geluidsfilm ontpopte King zich tot een gedegen vakman die alle filmgenres beoefende. Hij werd gans zijn carrière lang een van de lievelingscineasten van Darryl F. Zanucks productiemaatschappij 20th Century Fox. In de vroege jaren dertig oogstte hij enkele successen met romantische films als Merely Mary Ann (1931), State Fair (1933) (in beide films speelde de toen heel populaire Janet Gaynor de hoofdrol) en Way Down East (1935), de tweede film van Henry Fonda.

#### Late jaren dertig: ontmoeting met Tyrone Power
Zo kon hij werken aan big budgetfilms zoals het drama Lloyd's of London (1936) waarmee hij de pas in Hollywood gearriveerde Tyrone Power meteen zijn doorbraak bezorgde. Power, die in totaal elf films onder regie van King draaide, droeg ook de peperdure superproductie In Old Chicago (1937), een rampenfilm die zich afspeelt tegen de achtergrond van de grote brand van Chicago en de dramatische jazzfilm Alexander's Ragtime Band (1938). Die laatste film ontleende zijn titel aan een nummer van Irving Berlin en schetste de geschiedenis van de jazz vanaf de ragtime van het begin van de 20e eeuw tot de swing van de jaren dertig. Alexander's Ragtime Band werd in 1938 de grootste kaskraker in de Verenigde Staten.
Hij liet zijn fetisjacteur Power verder schitteren in Jesse James (1939), een heel veel succes oogstende western, opgenomen met prachtige technicolorbeelden. 
Power was eveneens te zien in de  piratenfilm The Black Swan (1942) en in de historische avonturenfilms Captain from Castile (1947) en Untamed (1955) die ook op die manier werden opgenomen

### Jaren veertig en vijftig

#### Oorlogsfilms
Hij realiseerde drie oorlogsfilms die zich allen afspeelden tijdens de Tweede Wereldoorlog. A Yank in the R.A.F. (1941) vertelde het verhaal van een Amerikaanse piloot die tot de Royal Air Force toetrad voor de Verenigde Staten betrokken raakten in de oorlog. Deze nochtans niet als propaganda bedoelde film was zeer succesrijk in de Verenigde Staten. A Bell for Adano (1945) had de landing op Sicilië als achtergrond. In het overtuigende Twelve O'Clock High (1949) deed King voor het eerst een beroep op Gregory Peck. Twelve O'Clock High bracht de bemanningen in beeld die de dagelijkse Amerikaanse luchtaanvallen op Nazi-Duitsland en bezet Frankrijk uitvoerden. In 1998 werd de film opgenomen in de National Film Registry, Tol'able David volgde op die lijst van Amerikaanse topfilms in 2007, de komische muziekfilm State Fair (1933) in 2014.

#### Religieuze films
Hij draaide ook enkele religieus geïnspireerde films zoals het biografisch drama The Song of Bernadette (1943), naar de gelijknamige roman van Franz Werfel, en de epische Bijbelfilm David and Bathsheba (1951). In 1944 werd hij voor The Song of Bernadette bedacht met de allereerste Golden Globe voor beste regisseur.

#### Biopic
Naast zijn filmische aandacht voor figuren als koning David, Cesare Borgia, Henry Morton Stanley, Bernadette Soubirous, Irving Berlin en Francis Scott Fitzgerald wijdde hij ook een biografische film aan Woodrow Wilson in Wilson (1944). Ondanks de behaalde Oscars en de bijval bij de filmcritici werd de film een flop.

#### Westerns
Met Gregory Peck draaide hij nog 5 films, onder anderen de westerns The Gunfighter (1950) en The Bravados (1958).